# 917 Lyka
917 Lyka eller 1915 S4 är en asteroid i huvudbältet, som upptäcktes den 5 september 1915 av den ryske astronomen Grigorij Neujmin vid Simeiz-observatoriet på Krim. Den är uppkallad efter en väninna till upptäckarens syster.
Asteroiden har en diameter på ungefär 34 kilometer.